# Venezillo chiapensis
Venezillo chiapensis is een pissebed uit de familie Armadillidae. De wetenschappelijke naam van de soort is voor het eerst geldig gepubliceerd in 1955 door Rioja.